# Episodi di Squadra speciale Lipsia (sedicesima stagione)
La sedicesima stagione della serie televisiva Squadra speciale Lipsia è stata trasmessa in anteprima in Germania dalla ZDF tra il 2 ottobre 2015 e il 19 febbraio 2016.
In Italia la stagione è stata trasmessa in prima visione assoluta su Rai2 dal 21 giugno al 30 settembre 2020.
| nº | Titolo originale     | Titolo italiano         | Prima TV Germania | Prima TV Italia   |
| -- | -------------------- | ----------------------- | ----------------- | ----------------- |
| 1  | Manga-Mädchen        | Ragazze Manga           | 2 ottobre 2015    | 21 giugno 2020    |
| 2  | Sprengstoff          | Esplosivo               | 9 ottobre 2015    | 28 giugno 2020    |
| 3  | Aus bestem Hause     | Di ottima famiglia      | 16 ottobre 2015   | 11 luglio 2020    |
| 4  | Lügen                | Un castello di bugie    | 23 ottobre 2015   | 18 luglio 2020    |
| 5  | Tapetenwechsel       | Scambio di appartamenti | 30 ottobre 2015   | 24 luglio 2020    |
| 6  | Online-Girl          | Ragazza online          | 6 novembre 2015   | 25 luglio 2020    |
| 7  | Wem gehört die Stadt | Di chi è la città?      | 13 novembre 2015  | 7 settembre 2020  |
| 8  | Erlösung             | Liberazione             | 20 novembre 2015  | 31 luglio 2020    |
| 9  | Töchter und Söhne    | Figlie e figli          | 27 novembre 2015  | 22 agosto 2020    |
| 10 | Verrat               | Tradimento              | 4 dicembre 2015   | 23 agosto 2020    |
| 11 | Der dunkle Feind     | Il nemico oscuro        | 11 dicembre 2015  | 23 agosto 2020    |
| 12 | Doppelmord           | Doppio omicidio         | 18 dicembre 2015  | 14 settembre 2020 |
| 13 | Toter Mann           | Uomo morto              | 8 gennaio 2016    | 21 settembre 2020 |
| 14 | Mann ohne Gedächtnis | Uomo senza memoria      | 15 gennaio 2016   | 23 settembre 2020 |
| 15 | Der Deich            | L'argine                | 15 gennaio 2016   | 23 settembre 2020 |
| 16 | Linie 131            | Linea 131               | 22 gennaio 2016   | 24 settembre 2020 |
| 17 | Skater-Träume        | Sogni di skater         | 22 gennaio 2016   | 24 settembre 2020 |
| 18 | Hallo Sexy!          | Crisi di mezza età      | 29 gennaio 2016   | 30 settembre 2020 |
| 19 | Bilder im Kopf       | Immagini nella mente    | 12 febbraio 2016  | 6 ottobre 2020    |
| 20 | Lucky Punch          | Colpo fortunato         | 19 febbraio 2016  | 30 settembre 2020 |